# NDR-Quizshow

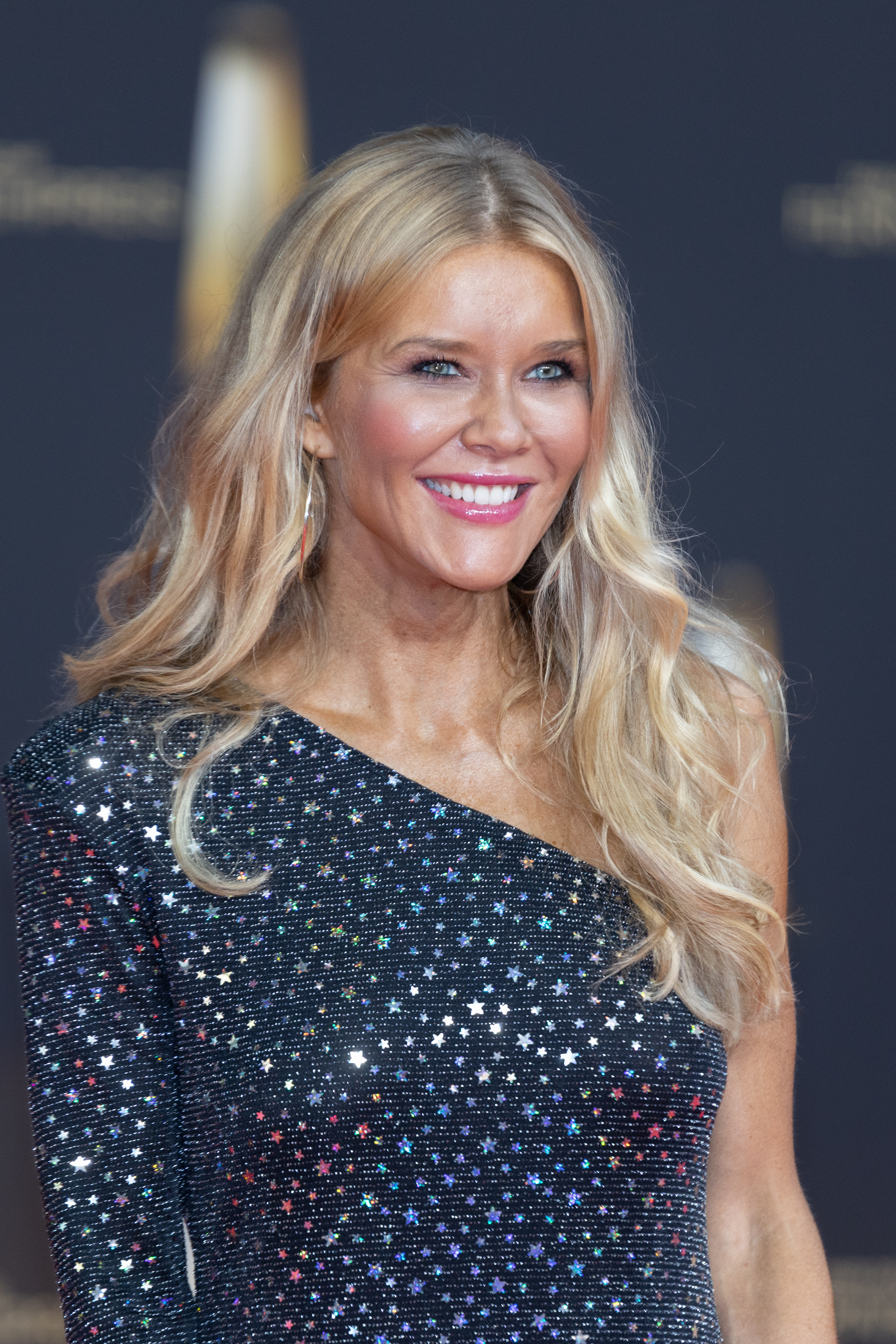
Moderatorin Laura Karasek (2022)

Die NDR Quizshow (Eigenschreibweise) ist eine Quizshow des NDR Fernsehens, die immer am Sonntagspätabend ausgestrahlt wird, bzw. nachts. Seit dem 23. April 2023 moderiert Laura Karasek die Sendung.

## Spielregeln
Fünf Kandidaten repräsentieren die vom NDR und von Radio Bremen versorgten Bundesländer Bremen, Hamburg, Niedersachsen, Mecklenburg-Vorpommern und Schleswig-Holstein.
Die Spielregeln wurden in den vergangenen Jahren mehrfach verändert. Aktuell (2015) wird eine Kombination von offenen Fragen und Multiple-Choice-Fragen, die durch einzelne oder alle Kandidaten beantwortet werden, verwendet; für die Beantwortung der meisten Fragen ist eine Zeitvorgabe zu beachten. Die Kandidaten sammeln im Verlauf der Sendung Punkte; der Sieger erhält eine kleine Skulptur (die Leuchte des Nordens) und gewinnt einen Betrag von 1.000 €.
Am Jahresende treten die jeweils punktbesten Kandidaten eines Bundeslandes gegeneinander an, um den Jahressieger zu ermitteln.

## Wirkung
Der Erfolg der NDR-Quizshow ermunterte andere ARD-Regionalsender, Quizshows mit Lokalkolorit in ihr Programm aufzunehmen.

## Kandidaten
Die Kandidaten werden von einer Castingagentur ausgewählt, eine Bewerbung als Kandidat ist über die Internetseite der NDR Quizshow oder bei davidsonTV GmbH möglich.

## Besondere Sendungen

### Besondere Kandidaten
Unter dem Titel Die NDR Quizshow – Das große Prominenten-Special wurden mehrere Ausgaben mit prominenten Kandidaten aus dem Norden versendet. Nach demselben Prinzip wurden auch Kinderspecials gezeigt und unter dem Titel Die NDR Quizshow – extra! traten fünf beliebte Hörfunkmoderatoren aus den fünf norddeutschen Bundesländern gegeneinander an.

### Themen-Sendungen
Zu Ehren der Fernsehserie Neues aus Büttenwarder zeigte man anlässlich deren zwanzigjährigen Jubiläums eine Ausgabe mit Bezug auf die Serie. Außerdem gab es in unregelmäßigen Abständen weitere Ausgaben mit Schwerpunkten auf bestimmten Themen, wie beispielsweise Das große Schifffahrts-Spezial 2021.

### Jubiläen
Es gab Jubiläumssendungen zum zehn- und zwanzigjährigen Jubiläum der Show. Anlässlich des zwanzigjährigen Jubiläums wurde ein Prominenten-Special mit den bisherigen Moderatoren als Kandidaten ausgestrahlt, zusätzlich zeigte man unter dem Titel 20 Jahre NDR Quizshow – Das Phänomen eine Rückblick-Sendung, in denen sich die bisherigen Moderatoren an die besten Momente aus den vergangenen Folgen erinnerten.